# Krascheninnikovia
Krascheninnikovia é um género botânico pertencente à família Amaranthaceae. Também conhecida como Gordura de Inverno.

## Espécies
- Krascheninnikovia arborescens
- Krascheninnikovia ceratoides
- Krascheninnikovia ceratoides var. bole-deserticola
- Krascheninnikovia ceratoides subsp. deserticola
- Krascheninnikovia ceratoides var. longibracteata pratensis
- Krascheninnikovia ceratoides var. pratensis
- Krascheninnikovia ceratoides subsp. tragacanthoides
- Krascheninnikovia compacta
- Krascheninnikovia compacta var. compacta
- Krascheninnikovia compacta var. longipilosa
- Krascheninnikovia compacta var. yechengensis
- Krascheninnikovia ewersmanniana
- Krascheninnikovia fruticulosa
- Krascheninnikovia lanata
- Krascheninnikovia lanata var. lanata
- Krascheninnikovia lanata var. ruinina
- Krascheninnikovia lanata var. subspinosa
- Krascheninnikovia latens
- Krascheninnikovia lenensis
- Krascheninnikovia pungens
- Krascheninnikovia pungens